# Dasypteroma thaumasia
Dasypteroma thaumasia là một loài bướm đêm trong họ Geometridae.